# 埃夫里盖
埃夫里盖（法語：Évriguet）是法国莫尔比昂省的一个市镇，属于瓦讷区（Vannes）拉特里尼泰波罗厄县（La Trinité-Porhoët）。该市镇总面积4.98平方公里，2009年时的人口为177人。

## 人口
埃夫里盖人口变化图示